# Banu Hina
Els Banu Hina són una tribu de l'interior d'Oman, majoritàriament ibadita. Foren una de les parts en el conflicte civil del començament del segle xviii sota la direcció de Khàlaf ibn Mubarak, conegut com al-Qussàyyir, ‘el Nan’, i amb els seus aliats van lluitar contra els Banu Ghafir, sunnites, i els seus aliats; fou llavors quan es van formar les dues faccions dels país, els hinawis i els ghafiris, que marcava tant una divisió política i religiosa com geogràfica, ja que els primers eren generalment les tribus del sud i els segons les del nord.
Un notable de la tribu, Ghàlib ibn Alí ibn Hilal fou designat imam ibadita el maig de 1954. Derrotats el 1957 pels britànics, la major part de la tribu que vivia a la zona de Nazwa es va establir a al-Ghafat. El 1965 el xeic suprem de la tribu, Alí ibn Dhàhir ibn Ghusn va establir la residència a Mudaybi, vila principal se la fracció dels al-Habus, com a wali del sultà de Mascat.